# Parafia Ewangelicko-Augsburska w Tarnowskich Górach
Parafia Ewangelicko-Augsburska w Tarnowskich Górach – parafia Kościoła Ewangelicko-Augsburskiego w RP, w diecezji katowickiej. W 2012 liczyła około 100 wiernych.

## Historia
Parafia luterańska w Tarnowskich Górach sięga swymi korzeniami czasów Reformacji. Stanowi ona pozostałość po wielokulturowej przeszłości miasta. Obecnie funkcjonująca parafia w tym mieście jest najstarszą na Górnym Śląsku, gdyż powstała jako pierwsza z górnośląskich parafii luterańskich po roku 1742, gdy pruskim zarządzeniem królewskim zezwolono na ponowne zakładanie kościołów ewangelickich. W 1765 społeczności funkcjonujące przy domach modlitwy stały się pełnoprawnymi parafiami. Kościół Zbawiciela wybudowano w 1780 roku, w tym samym roku za miastem założono również cmentarz. W 1817 powstał Ewangelicki Kościół Unii Staropruskiej.
W okresie międzywojennym parafia należała do Ewangelickiego Kościoła Unijnego na polskim Górnym Śląsku i była najstarszą obok parafii w Pszczynie.
Po II wojnie światowej przy parafii pozostał tylko kościół i budynek przy ul. Stalmacha, oraz działka na nowy cmentarz. Pozostały majątek, w tym plebania znajdująca się przy rynku, zdewastowana i rozebrana w 1974 r., nigdy nie został zwrócony. Dzisiejsza społeczność ewangelicka w Tarnowskich Górach jest niewielka. Proboszczem parafii od kwietnia 2012 r. jest ks. Sebastian Mendrok.

### Księża w Parafii Ewangelicko-Augsburskiej  w Tarnowskich Górach
- 1529 – ks. Joannes
- 1553 – ks. Jakób Ilza
- 1555 – ks. Daniel
- 1578 – ks. Christian Tschentschner
- 1586 – ks. Josias
- 1588 – ks. Stenzel
- 1590 – ks. Szymon Pistorius (polski), ks. Andrzej Bauer (niemiecki)
- 1617 – ks. Tomasz Stegmann (polski), ks. Marcin Seberius (niemiecki)
- 1629 – ks. Adam Molesius (polski)
- 1630 – ks. Marcin Lebe (niemiecki)
- 1742 – 1756 – ks. Samuel Ludwik Sassadius
- 1757 – 1801 – ks. Jan Wilhelm Pohle
- 1801 – 1833 – ks. Karol Wilhelm Naglo
- 1833 – 1883 – ks. Karol Christian Weber
- 1883 – 1910 – ks. Fedor Bojanowski
- 1910 – 1938 – ks. Fryderyk Sowade
  - 1915 – 1918 – ks. Lie Preisker (wikariusz)
  - 1919 – 1920 – ks. Schulz (wikariusz)
  - 1924 – 1926 – ks. Deutschmann (wikariusz)
  - 1928 – 1929 – ks. Johannes Petron (wikariusz)
  - 1930 – 1932 – ks. Schoefinius (wikariusz)
  - 1933 – 1934 – ks. Hartman (wikariusz)
  - 1934 – 1936 – ks. Micholowski (wikariusz)
  - 1936 – 1937 – ks. Grasfe (wikariusz)
- 1938 – 1939 – ks. Leopold Michelis
- 1940 – 1941 – ks. Georg Heinrich Woite
- 1941 – 1942 – ks. Eraz
- 1943 – ks. Wenzlaff
- 1944 – 1945 – ks. Schulz
- 1945 – ks. Edward Dietz
- 1946 – ks. Henryk Wojnowski – Wegener
- 1947 – ks. Robert Fiszkal
- 1948 – 1966 – ks. Adam Hławiczka
- 1967 – 1979 – ks. Karol Sztwiertnia
- 1979 – 1980 – ks. Sen. Alfred Hauptman
  - 1979 – 1980 – ks. Henryk Schreiner (wikariusz)
- 1981 – 2001 – ks. bp Rudolf Pastucha
  - 1992 – 1993 – ks. Alfred Staniek (wikariusz)
  - 1993 – 1998 – ks. Wiesław Żydel (wikariusz)
  - 1998 – 2002 – ks. Szymon Czembor (wikariusz)
- 2002 – bp Tadeusz Szurman
- 2002 – 2012 – ks. Szymon Czembor
- od IV 2012 – ks. Sebastian Mendrok (proboszcz administrator)

## Kościół
- Kościół Zbawiciela w Tarnowskich Górach